# Нота Милюкова
Нота Милюкова — нота министра иностранных дел Временного правительства России П. Н. Милюкова правительствам стран Антанты от 18 апреля (1 мая) 1917 года, разъясняющая позицию Временного правительства по вопросу войны.

## История
Нота Милюкова представляла собой препроводительный документ к Заявлению Временного правительства от 27 марта (9 апреля) 1917 года, в котором излагалась точка зрения руководства страны на участие России в Первой мировой войне. Вследствие тяжёлых поражений, понесённых на Западном фронте, а также хозяйственных трудностей и антивоенной революционной агитации в России распространялось резко негативное отношение к продолжению войны.
В Заявлении говорилось о «полном соблюдении обязательств, принятых в отношении наших союзников», и в то же время оно содержало положения, позволявшие надеяться на скорое окончание военных действий (отказ от аннексий, утверждение мира на основе самоопределения народов и пр.). Двойственный характер заявления Временного правительства вызвал беспокойство и недовольство правительств стран Антанты. В связи с этим Милюков 18 апреля, рассылая правительствам стран Антанты текст правительственного заявления от 27 марта, приложил свою препроводительную ноту. В ней он заявил, что позиция Временного правительства не даёт никаких оснований думать об ослаблении роли России в общей союзной борьбе и провозглашает о всенародном стремлении довести мировую войну до победного конца. 22 апреля (5 мая) Временное правительство сообщило послам союзников, что после обсуждения нота Милюкова была принята кабинетом министров единогласно.
Столь откровенно провоенное выступление Милюкова вызвало взрыв негодования среди страдавшего от тягот войны населения, произошло полевение солдатских масс, веривших до этого в миролюбие Временного правительства, это был также серьёзный удар по революционному оборончеству. Демонстрации солдат и рабочих Петрограда 20 апреля (3 мая) в ответ на ноту Милюкова послужили началом апрельского кризиса 1917 года, приведшего к отставке Милюкова и образованию коалиционного Временного правительства с участием социалистов.